# Vorbasse-Hejnsvig Sparekasse
Vorbasse-Hejnsvig Sparekasse var en sparekasse, som blev stiftet i 1873. I 2015 blev den fusioneret med Sparekassen Kronjylland.
Ved fusionen havde Vorbasse-Hejnsvig Sparekasse afdelinger i Vorbasse, Hejnsvig, Billum, Billund og Alslev. Der var ca. 10.000 kunder, ca. 3.500 garanter og ca. 43 medarbejdere, udlån på 634 millioner kroner og indlån på 790 millioner kroner.
Efter nogle svære år leverede Vorbasse-Hejnsvig Sparekasse ved halvåret et pænt regnskab, der viser, at de seneste års målrettede arbejde har givet resultater. Årene har dog også vist, at det i dag er vanskeligt at drive et mindre pengeinstitut med kun fem afdelinger. Derfor ønsker bestyrelsen og ledelsen at sikre den lokale sparekasse ved at blive en del af Sparekassen Kronjylland.